# Chrysophyllum
Chrysophyllum es un género de 70-80 especies de árboles tropicales que alcanza los 10-20 m de altura. El género es nativo de las regiones tropicales del mundo, con la mayoría de las especies en Sudamérica. Una especie, C. oliviforme, se extiende desde el sur de Georgia, hasta sur de Florida (N-S) y desde Texas, hasta Georgia (E-O).

## Descripción
Las hojas son ovales de 3-15 cm de longitud, verde arriba y dorada la parte baja. Las flores son pequeñas (3-8 mm), blanco púrpura y con un suave olor fragante; se agrupan varias juntas, son hermafroditas. El fruto es comestible, redondo con la piel púrpura (algunas veces blanco-verdoso). La piel de la fruta no es comestible.

## Taxonomía
El género fue descrito por Carlos Linneo y publicado en Species Plantarum 1: 192, en 1753.

## Especies
- Chrysophyllum acreanum A.C.Sm.
- Chrysophyllum africanum A.DC.
- Chrysophyllum akusae A.Chev.
- Chrysophyllum albidum G.Don
- Chrysophyllum albipilum Cronquist
- Chrysophyllum amazonicum T.D.Penn.
- Chrysophyllum ambrense (Aubrév.) G.E.Schatz & L.Gaut.
- Chrysophyllum analalavense (Aubrév.) G.E.Schatz & L.Gaut.
- Chrysophyllum arenarium Allemao
- Chrysophyllum argenteum Jacq. - chichimicuna del Perú[3]
- Chrysophyllum asraoi R.Kumari & Thothathri
- Chrysophyllum aulacocarpum Ernst
- Chrysophyllum azaguieanum J.Miege
- Chrysophyllum bakhuizenii P.Royen
- Chrysophyllum bangweolense R.E.Fr.
- Chrysophyllum beguei Aubrév. & Pellegr.
- Chrysophyllum boivinianum (Pierre) Baehni
- Chrysophyllum bombycinum T.D.Penn.
- Chrysophyllum boukokoense (Aubrév. & Pellegr.) L.Gaut.
- Chrysophyllum brenesii Cronquist
- Chrysophyllum cainito L. - caimito de las Antillas[3]
- Chrysophyllum calophyllum Exell
- Chrysophyllum capuronii G.E.Schatz & L.Gaut.
- Chrysophyllum colombianum(Aubrév.) T.D.Penn.
- Chrysophyllum contumacense Sagást. & M.O.Dillon
- Chrysophyllum cuneifolium (Rudge) A.DC.
- Chrysophyllum delphinense (Aubrév.) G.E.Schatz & L.Gaut.
- Chrysophyllum durifructum (W.A.Rodrigues) T.D.Penn.
- Chrysophyllum euryphyllum T.D.Penn.
- Chrysophyllum eximium Ducke
- Chrysophyllum fenerivense (Aubrév.) G.E.Schatz & L.Gaut.
- Chrysophyllum flexuosum Mart.
- Chrysophyllum giganteum A.Chev.
- Chrysophyllum gonocarpum (Mart. & Eichler ex Miq.) Engl.
- Chrysophyllum gorungosanum Engl.
- Chrysophyllum guerelianum (Aubrév.) G.E.Schatz & L.Gaut.
- Chrysophyllum hirsutum Cronquist
- Chrysophyllum imperiale (Linden ex K.Koch & Fintelm.) Benth. & Hook.f.
- Chrysophyllum inornatum Mart.
- Chrysophyllum januariense Eichler
- Chrysophyllum lacourtianum De Wild.
- Chrysophyllum lanatum T.D.Penn.
- Chrysophyllum longifolium De Wild.
- Chrysophyllum lucentifolium Cronquist
- Chrysophyllum lungi De Wild.
- Chrysophyllum manabiense T.D.Penn.
- Chrysophyllum manaosense (Aubrév.) T.D.Penn.
- Chrysophyllum marginatum (Hook. & Arn.) Radlk.
- Chrysophyllum masoalense (Aubrév.) G.E.Schatz & L.Gaut.
- Chrysophyllum mexicanum Brandegee
- Chrysophyllum muerense Engl.
- Chrysophyllum novoguineense Vink
- Chrysophyllum ogowense A.Chev.
- Chrysophyllum oliviforme L. - caimitillo de las Antillas[3]
- Chrysophyllum ovale Rusby
- Chrysophyllum papuanicum (Pierre ex Dubard) Royen
- Chrysophyllum paranaense T.D.Penn.
- Chrysophyllum parvulum Pittier
- Chrysophyllum pauciflorum Lam.
- Chrysophyllum perpulchrum Mildbr. ex Hutch. & Dalziel
- Chrysophyllum perrieri (Lecomte) G.E.Schatz & L.Gaut.
- Chrysophyllum pomiferum (Eyma) T.D.Penn.
- Chrysophyllum prieurii A.DC.
- Chrysophyllum prunifolium Baker
- Chrysophyllum pruniforme Engl.
- Chrysophyllum reitzianum Mattos
- Chrysophyllum revolutum Mart. & Eichler ex Miq.
- Chrysophyllum roxburghii G.Don
- Chrysophyllum rufum Mart.
- Chrysophyllum sanguinolentum (Pierre) Baehni
- Chrysophyllum sapini De Wild.
- Chrysophyllum scalare T.D.Penn.
- Chrysophyllum sparsiflorum Klotzsch ex Miq.
- Chrysophyllum splendens Spreng.
- Chrysophyllum striatum T.D.Penn.
- Chrysophyllum subnudum Baker
- Chrysophyllum subspinosum Monach.
- Chrysophyllum superbum T.D.Penn.
- Chrysophyllum taiense Aubrév. & Pellegr.
- Chrysophyllum tessmannii Engl. & K.Krause
- Chrysophyllum ubanguiense (De Wild.) Govaerts
- Chrysophyllum ucuquirana-branca (Aubrév. & Pellegr.) T.D.Penn.
- Chrysophyllum venezuelanense (Pierre) T.D.Penn.
- Chrysophyllum viride Mart. & Eichler ex Miq.
- Chrysophyllum viridifolium J.M.Wood & Franks
- Chrysophyllum welwitschii Engl.
- Chrysophyllum wilsonii T.D.Penn.
- Chrysophyllum zimmermanmii Engl.